# Kosťantynivka
Kosťantynivka (ukrajinsky Костянтинівка, rusky Константиновка – Konstantinovka) je město v Doněcké oblasti na Ukrajině. Leží v Donbasu na řece Kryvyj Torec, přítoku Donu, zhruba ve vzdálenosti 68 kilometrů od Doněcka, hlavního města oblasti. V roce 2012 žilo v Kosťantynivce zhruba 77 tisíc obyvatel.

## Historie
V oblasti pravěkého osídlení z období paleolitu žili lidé i v raném novověku. Vesnici Novoselivku zde založil roku 1812 velkostatkář Panelejmon Nomikosov. Jeho potomek z dosavadní vesnice vytvořil správní a sídelní útvar, který roku 1870 nazval jménem svého prvorozeného syna Kosťantyna.
Od počátku 20. století se začala rozvíjet průmyslová výroba, postupně byly zbudovány železárna, ocelárna, huť na zpracování zinku a hliníku, a sklárna. V roce 1926 byla Kosťantynivka povýšena na sídlo městského typu a roku 1932 získala městská práva. Nacistická okupace začala 28. října 1941, 6. září 1943 město osvobodila Rudá armáda.

### Ruská invaze na Ukrajinu
V polovině dubna 2014 se města zmocnili proruští separatisté, část obyvatel uprchla. 7. července 2014 je ukrajinská armáda vybojovala zpět, stejně jako město Družkivka. Další útoky vypukly na konci února 2022 a pokračují v květnu 2022.[potřebuje aktualizovat]

## Rodáci
- Bohdan Butko (*1991), fotbalista